# Ted Donato
Edward Paul "Ted" Donato, född 28 april 1969, är en amerikansk ishockeytränare och före detta professionell ishockeyforward som tillbringade 13 säsonger i den nordamerikanska ishockeyligan National Hockey League (NHL), där han spelade för ishockeyorganisationerna Boston Bruins, New York Islanders, Ottawa Senators, Mighty Ducks of Anaheim, Dallas Stars, New York Islanders, Los Angeles Kings, St. Louis Blues och New York Rangers. Han producerade 347 poäng (150 mål och 197 assists) samt drog på sig 396 utvisningsminuter på 796 grundspelsmatcher.
Donato spelade även för Bridgeport Sound Tigers, Manchester Monarchs, Hartford Wolf Pack och Providence Bruins i American Hockey League (AHL), Turun Toverit i Liiga samt Harvard Crimson i National Collegiate Athletic Association (NCAA).
Han draftades i femte rundan i 1987 års draft av Boston Bruins som 98:e spelare totalt.
Direkt efter sin aktiva spelarkarriär blev Donato tränare för sitt gamla lag Harvard Crimson, en position han fortfarande innehar.
Han är far till Ryan Donato och onkel till John Farinacci.

## Statistik
| 1986–1987   | Catholic Memorial School      |             | 22  | 29  | 34  | 63  | 30  | —  | — | —  | —  | —  |
| 1987–1988   | Harvard Crimson               | NCAA        | 28  | 12  | 14  | 26  | 24  | —  | — | —  | —  | —  |
| 1988–1989   | Harvard Crimson               | NCAA        | 34  | 14  | 37  | 51  | 30  | —  | — | —  | —  | —  |
| 1989–1990   | Harvard Crimson               | NCAA        | 16  | 5   | 6   | 11  | 34  | —  | — | —  | —  | —  |
| 1990–1991   | Harvard Crimson               | NCAA        | 28  | 19  | 37  | 56  | 26  | —  | — | —  | —  | —  |
| 1991–1992   | Boston Bruins                 | NHL         | 10  | 1   | 2   | 3   | 8   | 15 | 3 | 4  | 7  | 4  |
|             | USA:s herrlandslag i ishockey |             | 52  | 11  | 22  | 33  | 24  | —  | — | —  | —  | —  |
| 1992–1993   | Boston Bruins                 | NHL         | 82  | 15  | 20  | 35  | 61  | 4  | 0 | 1  | 1  | 0  |
| 1993–1994   | Boston Bruins                 | NHL         | 84  | 22  | 32  | 54  | 59  | 13 | 4 | 2  | 6  | 10 |
| 1994–1995   | Boston Bruins                 | NHL         | 47  | 10  | 10  | 20  | 10  | —  | — | —  | —  | —  |
|             | Turun Toverit                 | Liiga       | 14  | 5   | 5   | 10  | 47  | —  | — | —  | —  | —  |
| 1995–1996   | Boston Bruins                 | NHL         | 82  | 23  | 26  | 49  | 46  | 5  | 1 | 2  | 3  | 2  |
| 1996–1997   | Boston Bruins                 | NHL         | 67  | 25  | 26  | 51  | 37  | —  | — | —  | —  | —  |
| 1997–1998   | Boston Bruins                 | NHL         | 79  | 16  | 23  | 39  | 54  | 3  | 0 | 0  | 0  | 2  |
| 1998–1999   | Boston Bruins                 | NHL         | 14  | 1   | 3   | 4   | 4   | —  | — | —  | —  | —  |
|             | New York Islanders            | NHL         | 55  | 7   | 11  | 18  | 27  | —  | — | —  | —  | —  |
|             | Ottawa Senators               | NHL         | 13  | 3   | 2   | 5   | 10  | 1  | 0 | 0  | 0  | 0  |
| 1999–2000   | Mighty Ducks of Anaheim       | NHL         | 81  | 11  | 19  | 30  | 26  | —  | — | —  | —  | —  |
| 2000–2001   | Dallas Stars                  | NHL         | 65  | 8   | 17  | 25  | 26  | 8  | 0 | 1  | 1  | 0  |
| 2001–2002   | New York Islanders            | NHL         | 1   | 0   | 0   | 0   | 0   | —  | — | —  | —  | —  |
|             | Bridgeport Sound Tigers       | AHL         | 1   | 0   | 0   | 0   | 0   | —  | — | —  | —  | —  |
|             | Los Angeles Kings             | NHL         | 2   | 0   | 0   | 0   | 2   | —  | — | —  | —  | —  |
|             | Manchester Monarchs           | AHL         | 36  | 18  | 25  | 43  | 19  | 5  | 1 | 3  | 4  | 0  |
|             | St. Louis Blues               | NHL         | 2   | 0   | 0   | 0   | 2   | —  | — | —  | —  | —  |
| 2002–2003   | New York Rangers              | NHL         | 49  | 2   | 1   | 3   | 6   | —  | — | —  | —  | —  |
|             | Hartford Wolf Pack            | AHL         | 18  | 8   | 12  | 20  | 14  | —  | — | —  | —  | —  |
| 2003–2004   | Boston Bruins                 | NHL         | 63  | 6   | 5   | 11  | 18  | 2  | 0 | 0  | 0  | 0  |
|             | Providence Bruins             | AHL         | 15  | 3   | 9   | 12  | 24  | —  | — | —  | —  | —  |
| NHL totalt  | NHL totalt                    | NHL totalt  | 796 | 150 | 197 | 347 | 396 | 58 | 8 | 10 | 18 | 22 |
| AHL totalt  | AHL totalt                    | AHL totalt  | 70  | 29  | 46  | 75  | 57  | 5  | 1 | 3  | 4  | 0  |
| NCAA totalt | NCAA totalt                   | NCAA totalt | 106 | 50  | 94  | 144 | 114 | —  | — | —  | —  | —  |

### Internationellt
| Källa:        | Källa:        | Källa:        |         | Utv = Utvisningsminuter | Utv = Utvisningsminuter | Utv = Utvisningsminuter | Utv = Utvisningsminuter | Utv = Utvisningsminuter |
| År            | Lag           | Mästerskap    | Matcher | Mål                     | Assists                 | Poäng                   | Utv                     |                         |
| ------------- | ------------- | ------------- | ------- | ----------------------- | ----------------------- | ----------------------- | ----------------------- | ----------------------- |
| 1988          | USA           | JVM           | 7       | 3                       | 2                       | 5                       | 18                      |                         |
| 1992          | USA           | OS            | 8       | 4                       | 3                       | 7                       | 8                       |                         |
| 1997          | USA           | VM            | 8       | 4                       | 2                       | 6                       | 8                       |                         |
| 1999          | USA           | VM            | 6       | 2                       | 6                       | 8                       | 6                       |                         |
| 2002          | USA           | VM            | 7       | 1                       | 3                       | 4                       | 2                       |                         |
| Junior totalt | Junior totalt | Junior totalt | 7       | 3                       | 2                       | 5                       | 18                      |                         |
| Senior totalt | Senior totalt | Senior totalt | 29      | 11                      | 14                      | 25                      | 24                      |                         |